# Autohoogwerker

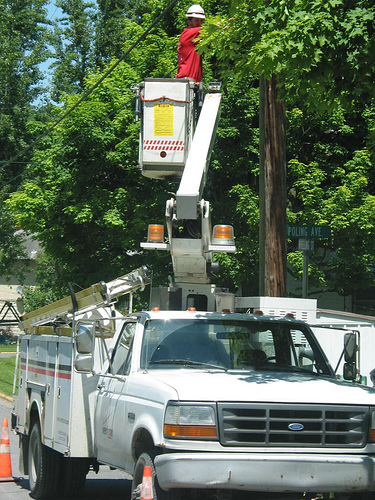
Autohoogwerker met knikarm voor onderhoud van bovengrondse telefoonlijnen.

Een autohoogwerker is een hoogwerker die op een auto gemonteerd is. Een autohoogwerker is met name nuttig als er kort na elkaar op vele plekken op hoogte moet worden gewerkt, zoals voor het snoeien van bomen langs wegen of het onderhoud van bovengrondse leidingen of lichtmasten. Ze worden ook op het spoor gebruikt voor reparaties aan bovenleidingen. Hiervoor worden autohoogwerkers gebruikt die zijn voorzien van treinwielen, zodat ermee over het spoor kan worden gereden.
Autohoogwerkers zijn er in dezelfde types als normale hoogwerkers: schaarhoogwerkers, telescoophoogwerkers en knik(arm)hoogwerkers. Afhankelijk van het type kan ermee alleen recht boven het voertuig op hoogte gewerkt worden en/of kan ook gereikt worden. In het laatste geval moet de auto voorzien zijn van stempels.
Autohoogwerkers zijn er in verschillende groottes, variërend van een kleine bestelauto tot grote vrachtwagen.

## Afbeeldingen

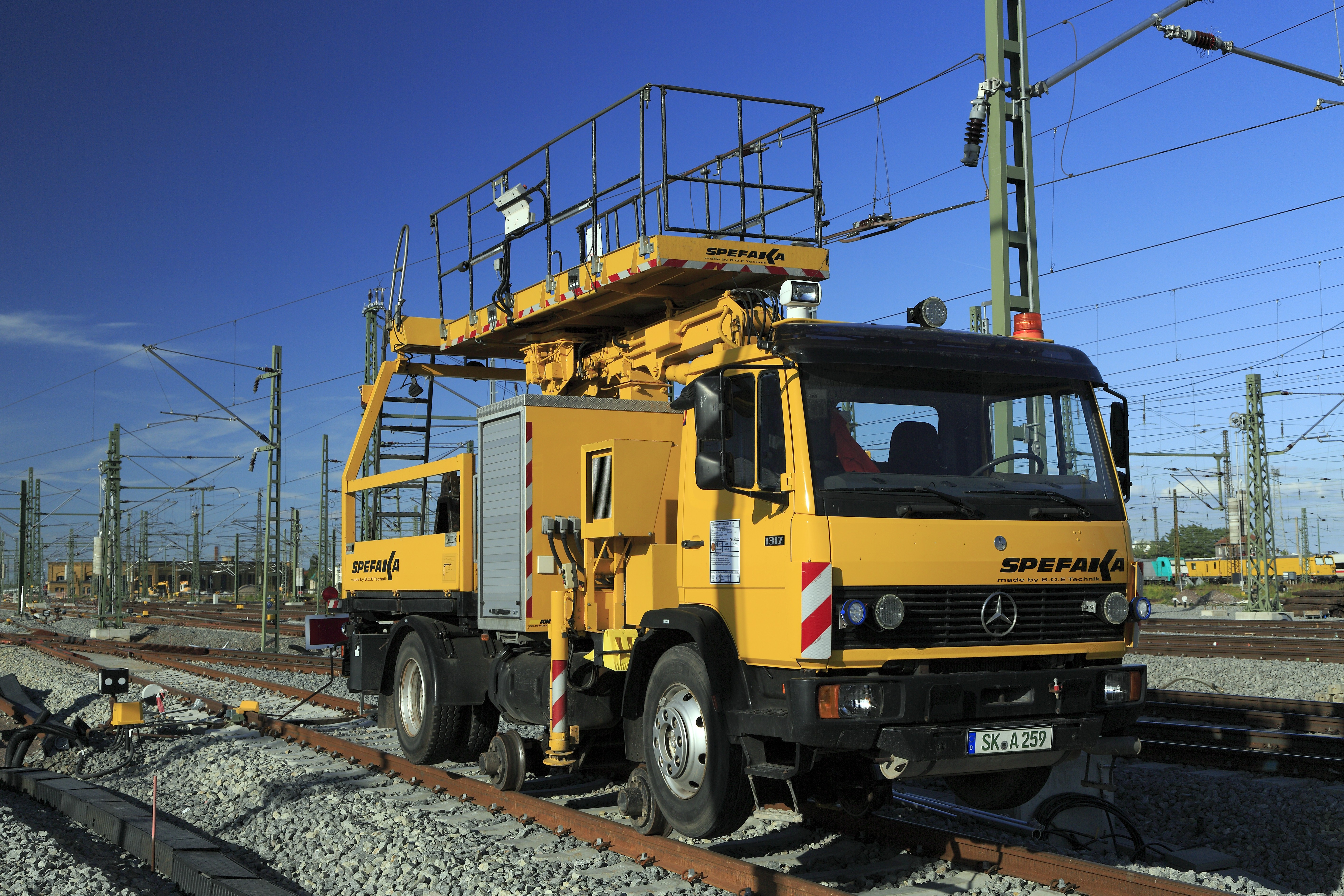
Een autohoogwerker die geschikt is voor gebruik op de weg en op het spoor
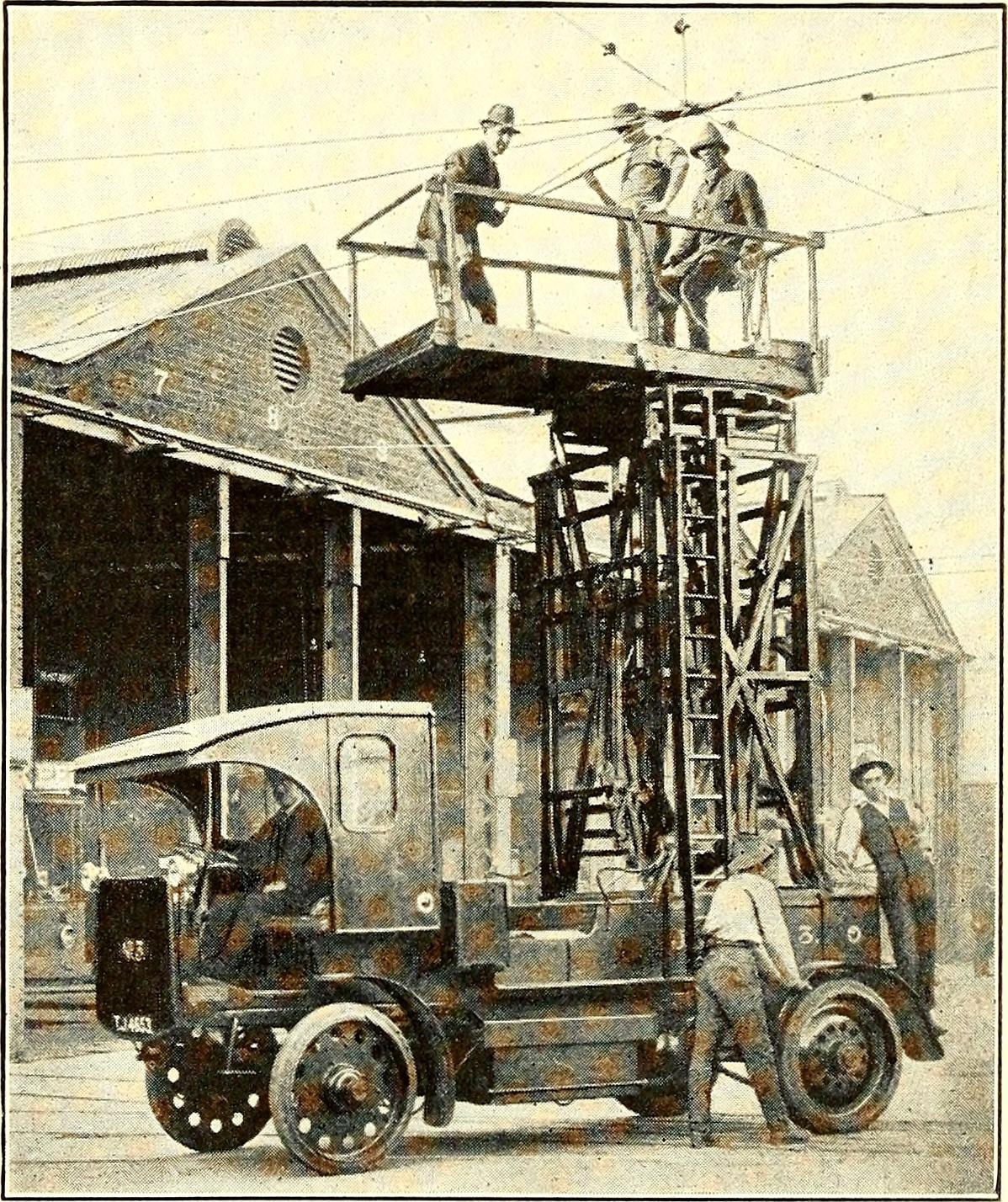
Een autohoogwerker in Johannesburg, Zuid-Afrika, 1921